# Hiroši Ninomija
Hiroši Ninomija (* 13. únor 1937) je bývalý japonský fotbalista.

## Klubová kariéra
Hrával za Mitsubishi Motors.

## Reprezentační kariéra
Hiroši Ninomija odehrál za japonský národní tým v letech 1958–1961 celkem 12 reprezentačních utkání.

## Statistiky
| Japonsko | Japonsko | Japonsko |
| Roky     | Záp.     | Góly     |
| -------- | -------- | -------- |
| 1958     | 2        | 0        |
| 1959     | 9        | 9        |
| 1960     | 0        | 0        |
| 1961     | 1        | 0        |
| Celkem   | 12       | 9        |